# Simyra evanida
Simyra evanida är en fjärilsart som beskrevs av Augustus Radcliffe Grote 1873. Simyra evanida ingår i släktet Simyra och familjen nattflyn. Inga underarter finns listade i Catalogue of Life.

## Bildgalleri

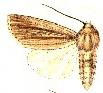